# 다인
다인(dyne, 기호 "dyn")은 물리학에서 힘의 단위의 하나이다. 근대 SI 단위계 이전에 사용된 CGS 단위계의 단위이다.

## 역사
다인(dyne)은 1873년 영국과학진흥협회에 소속된 위원회가 힘의 C.G.S 단위로 처음 제안했다.

## 정의
1 다인은 정확히 10−5 뉴턴과 같다. 더 자세히 하면, 다인은 "매 초 제곱에 1 센티미터의 비율로 1 그램의 질량을 가속시키는 데 필요한 힘"으로 기술할 수 있다. 즉 dyn=g⋅cm/s2이다. 다인 매 센티미터는 표면 장력의 단위로 자주 사용된다. 예를 들면, 증류수 표면 장력은 25 °C에서 72 dyn/cm이다.

## 같이 보기
- CGS 단위계
- 에르그